# Miller-Peters Motor Car Company
Miller-Peters Motor Car Company war ein US-amerikanischer Hersteller von Automobilen.

## Unternehmensgeschichte
Das Unternehmen wurde 1907 in Newport in Kentucky gegründet. Im gleichen Jahr begann die Produktion von Automobilen. Der Markenname lautete Miller-Peters. Es gab Pläne, die Firma in Miller & Peters Company zu ändern und den Sitz ins benachbarte Cincinnati in Ohio zu verlagern. Im April 1907 wurde auch tatsächlich ein Grundstück mit der Größe von 2 Acre (etwa 8093 m²) erworben. Die Fabrik sollte ein Stockwerk haben und 200 Fuß (etwa 600 m) lang sein. Danach verliert sich die Spur des Unternehmens.

## Fahrzeuge
Die Automobile waren Personenkraftwagen. Ihre Zahl blieb gering.

## Übersicht über Pkw-Marken aus den USA, dieMillerbeinhalten
| Marke         | Hersteller                            | Vermarktungsbeginn | Vermarktungsende | Ort, Bundesstaat         |
| ------------- | ------------------------------------- | ------------------ | ---------------- | ------------------------ |
| Frayer-Miller | Buckeye National Motor Car Company    | 1904               | 1909             | Springfield, Ohio        |
| Miller        | Miller                                | 1901               | 1902             | Orrville, Ohio           |
| Miller        | Miller Motor Company                  | 1907               | 1907             | Bridgeport, Connecticut  |
| Miller        | Miller Car Company                    | 1911               | 1914             | Detroit, Michigan        |
| Miller        | Harry A. Miller Manufacturing Company | 1928               | 1932             | Los Angeles, Kalifornien |
| Miller-Peters | Miller-Peters Motor Car Company       | 1907               | 1907             | Newport, Kentucky        |
| Miller-Quincy | E. M. Miller Company                  | 1922               | 1924             | Quincy, Illinois         |